# Bok (turntoestel)

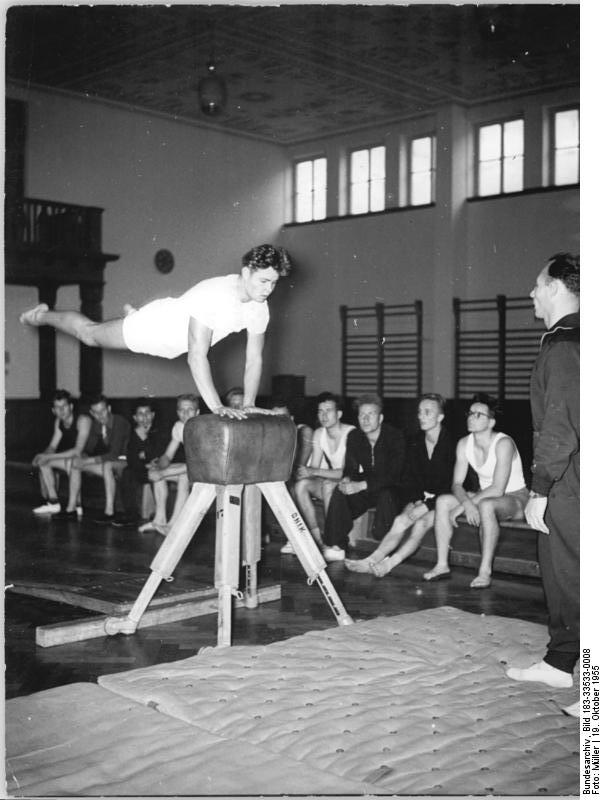
Springen over de bok

Een bok is bij het turnen een springtoestel op vier poten met een vrijwel vierkant platform met afgeronde hoeken. Het dek is van een zacht materiaal, meestal glad leer. Naast de bekende spreidsprong zijn verschillende sprongen mogelijk over de bok. Een aanloop is nodig bij veel sprongen.